# X-Fab
X-FAB Silicon Foundries est un groupe belge fabricant de semi-conducteurs présent en France, en Allemagne, aux États-Unis et en Malaisie. En avril 2017, le groupe s'introduit à la bourse de Paris.

## Histoire
La société créée en Allemagne à partir de l'ancien combinat de semi-conducteurs Kombinat Mikroelektronik Erfurt, qui avait son siège et plusieurs sites de production à Erfurt.
La réunification allemande a entraîné le démantèlement de l'ancien conglomérat et une privatisation partielle. Les installations d'Erfurt ont été partiellement privatisées en 1992 (appartenant en partie à Melexis NV et Thuringe), y compris la X-FAB Gesellschaft zur Fertigung von Wafern mbH (fabrication) et la Thesys Gesellschaft für Mikroelektronik mbH (conception).
En 1999, les deux entreprises ont été vendues à la société ELEX NV détenue par Roland Duchâtelet, un investisseur belge.
Jusqu'en 2009, le groupe X-FAB disposait également d'une usine de fabrication à Plymouth, mais l'usine de wafers de Plymouth, au Royaume-Uni, a été vendue en décembre 2009 à l'entreprise Plus Semi.
En 2011, le groupe X-FAB a acquis une participation dans MEMS Foundry Itzehoe GmbH, issue d'une scission du Fraunhofer Institute for Silicon Technology (ISIT), qui devient la fonderie MEMS dédiée de X-FAB à Itzehoe.
En 2016, le groupe X-FAB a acquis les actifs d'Altis Semiconductor, faisant de l'usine en France son sixième site de fabrication.
Depuis 2016, X-FAB compte six usines situées en Allemagne (Erfurt, Dresde et Itzehoe), en France (Corbeil-Essonnes), en Malaisie (Kuching) et aux États-Unis (Lubbock).
En avril 2017, le groupe lève 400 millions d'euros (dont 250 via une augmentation de capital) en s'introduisant sur la bourse de Paris.
Le groupe emploie environ 3 800 personnes et réalise en 2020 un chiffre d'affaires de 477 millions USD.

## Voir également
- Fonderie de semi-conducteurs